# FC Astra II Giurgiu
El FC Astra Giurgiu fue un club de fútbol rumano de la ciudad de Giurgiu, fundado en 1963 y que desapareció en el año 2012. El equipo disputaba sus partidos como local en el Stadionul Marin Anastasovici y jugaba en la Liga II.

## Historia
El FC Astra Giurgiu es el equipo reserva del Astra Giurgiu. El club fue fundado en 1963, y hasta el verano de 2010 fue conocido como Dunărea Giurgiu.
En el verano del 2012 el club fue disuelto, porque su dueño dijo que era muy costoso mantenerlo.

## Jugadores
Actualizado el 12 de noviembre de 2011

## Palmarés
Liga III (3): 1967–68, 1974–75, 2004–05
- Subcampeón (3): 1963–64, 2002–03, 2003–04